# Osvaldo Ardiles
Osvaldo "Ossie" César Ardiles, född 3 augusti 1952 i Córdoba, är en argentinsk fotbollsspelare och tränare. Ardiles var en av nyckelspelarna i Argentinas landslag när man vann VM-guld för första gången 1978. Han spelade 63 landskamper för Argentina (1973-1982) och deltog i VM-slutspelen 1978 och 1982. Under åren i Tottenham Hotspur blev han en kultspelare tillsammans med Glenn Hoddle och landsmannen Ricardo Villa. I Tottenham vann Ardiles FA-cupen 1981 och 1982 och Uefacupen 1984. Han tvingades som en följd av Falklandskriget att under en period återvända till hemlandet.
Ardiles medverkade i filmen Den sista matchen.

## Klubbar
- Tottenham Hotspur
- Paris Saint-Germain
- Blackburn Rovers
- Queens Park Rangers
- Fort Lauderdale Strikers